# Royal Hong Kong Yacht Club

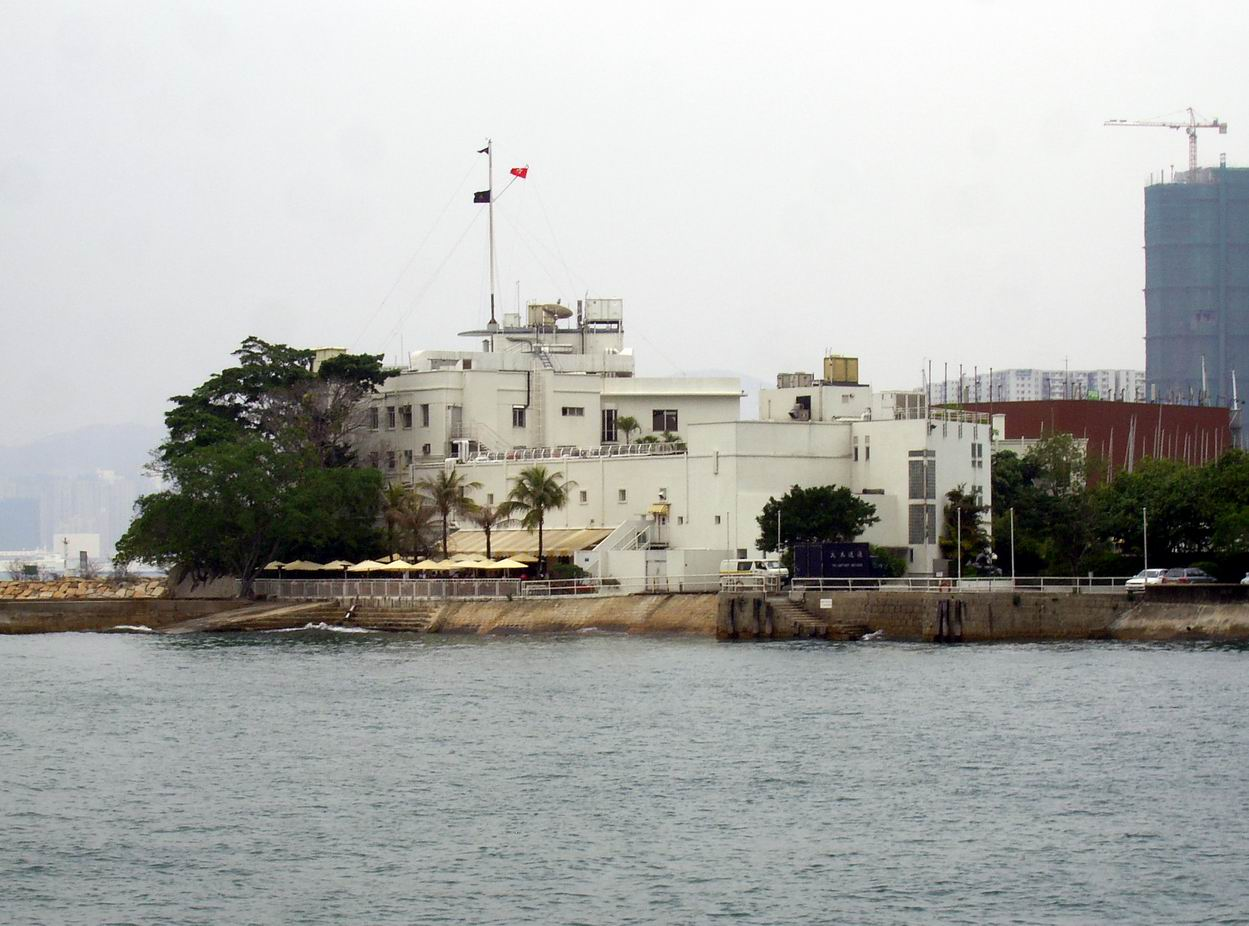
Royal Hong Kong Yacht Club

Der Royal Hong Kong Yacht Club, kurz: RHKYC (chinesisch 香港遊艇會 / 香港游艇会, Pinyin Xiānggǎng Yóutǐnghuì, Jyutping Hoeng1gong2 Jau4teng5wui2 – „Hongkong Yachtclub“, ehemals 香港皇家遊艇會 / 香港皇家游艇会,  Xiānggǎng Huángjiā Yóutǐnghuì, Jyutping Hoeng1gong2 Wong4gaa1 Jau4teng5wui2 – „Königlicher Yachtclub Hongkong“) ist ein traditionsreicher Yachtclub in Hongkong mit einer Segel- und einer Ruderabteilung.
Der Club wurde 1890 als Hong Kong Corinthian Sailing Club (香港科林斯式航海會 / 香港科林斯式航海会,  Xiānggǎng Kēlínsīshì Yóutǐnghuì, Jyutping Hoeng1gong2 Fo1lam4si1sik1 Jau4teng5wui2) gegründet und 1894 mit Erlaubnis der Admiralität zu Royal Hong Kong Yacht Club umbenannt. Er ist eine der wenigen Institutionen, die das Wort „Royal“ auch nach der Rückgabe Hongkongs an die Volksrepublik China 1997 in ihrem Namen beibehalten haben, im Chinesischen jedoch wurde das Wort „Royal“ (皇家,  huángjiā, Jyutping wong4gaa1 – „königlich“) aus dem Namen weggelassen.
Das Vereinsheim befindet sich am Victoria Harbour auf Kellett Island. Dorthin war der Yachtclub 1938 umgezogen. Zuvor wurde ein Backsteingebäude an der Ecke Oil Street (油街,  Yóu Jiē, Jyutping Jau4 Gaai1) und Electric Road (電氣道 / 电气道,  Diànqì Dào, Jyutping Din6hei3 Dou6) in North Point (北角,  Běi Jiǎo, Jyutping Bak1 Gok3) als Vereinsheim genutzt, das 1908 eröffnet wurde und heute noch erhalten ist.
Der Royal Hong Kong Yacht Club ist „stolz auf seine reiche, vielfältige Geschichte, die über 160 Jahre zurückreicht“. Bis heute hat der Club das elitäre Flair der britischen Kolonialherrschaft bewahrt.

## Galerie

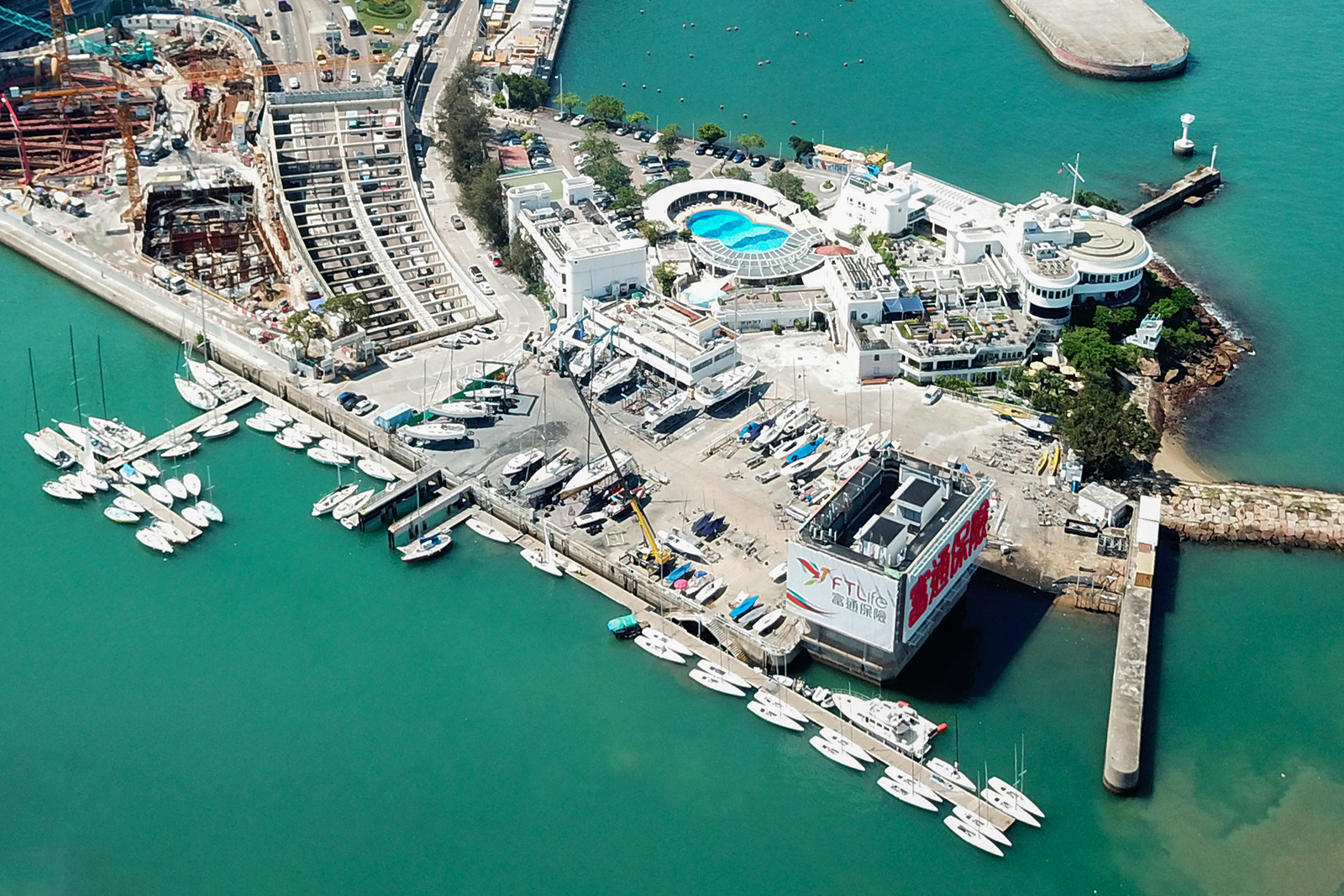
Clubgelände des Royal Hong Kong Yacht Club
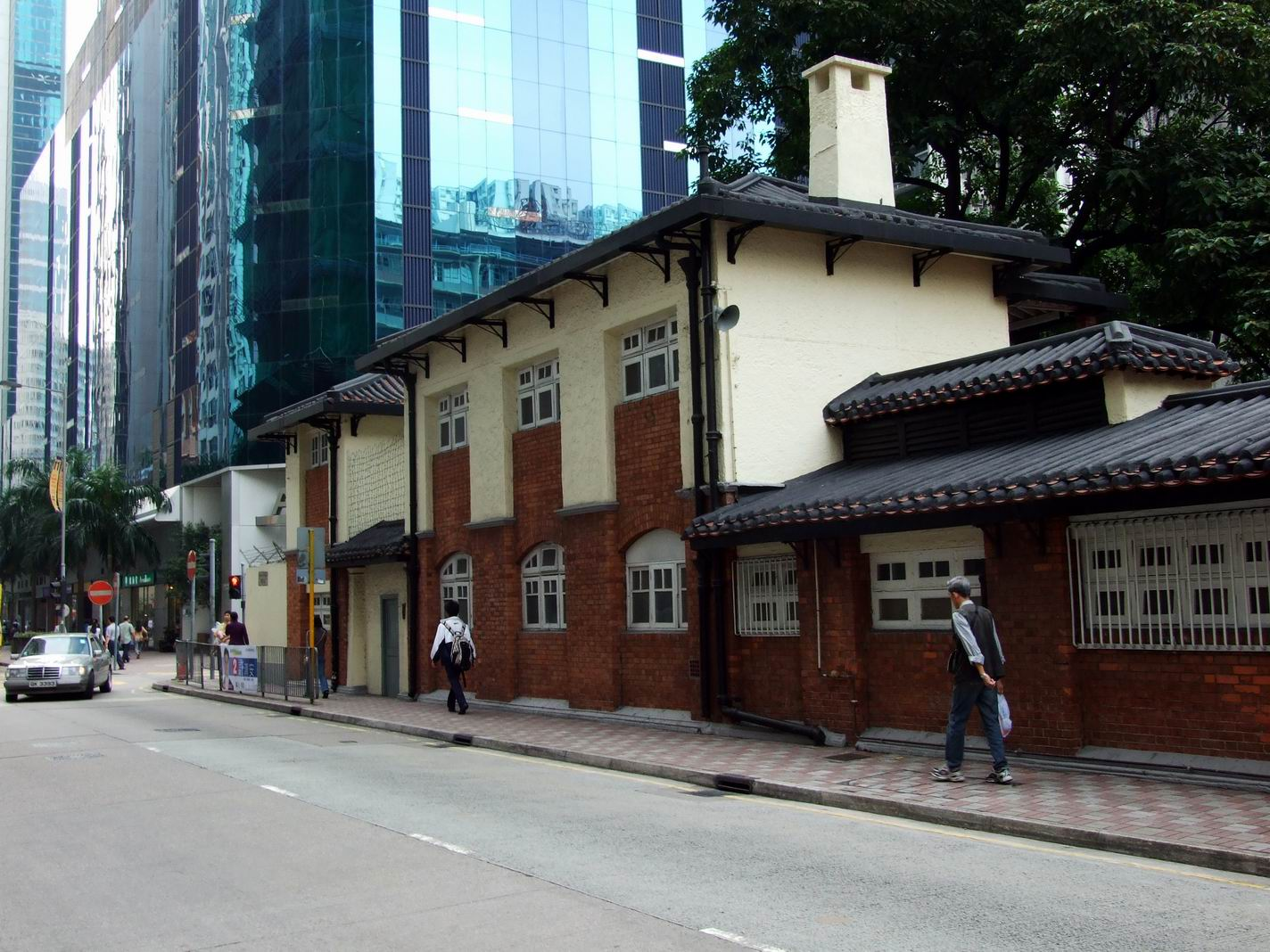
Altes Clubhaus in North Point